# Dracunculus canariensis
Dracunculus canariensis är en kallaväxtart som beskrevs av Carl Sigismund Kunth. Dracunculus canariensis ingår i släktet drakkallor, och familjen kallaväxter. Inga underarter finns listade.

## Bildgalleri

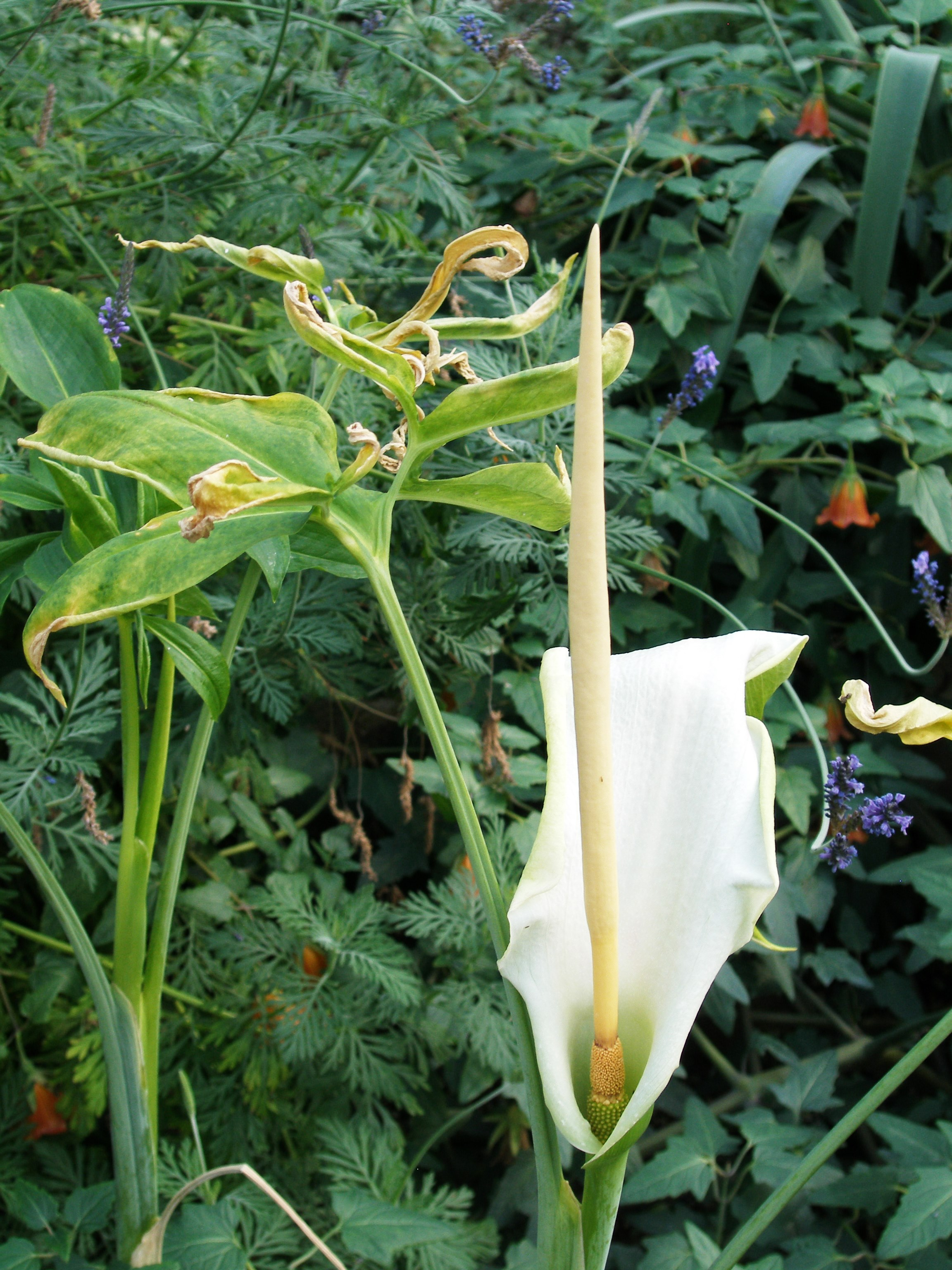
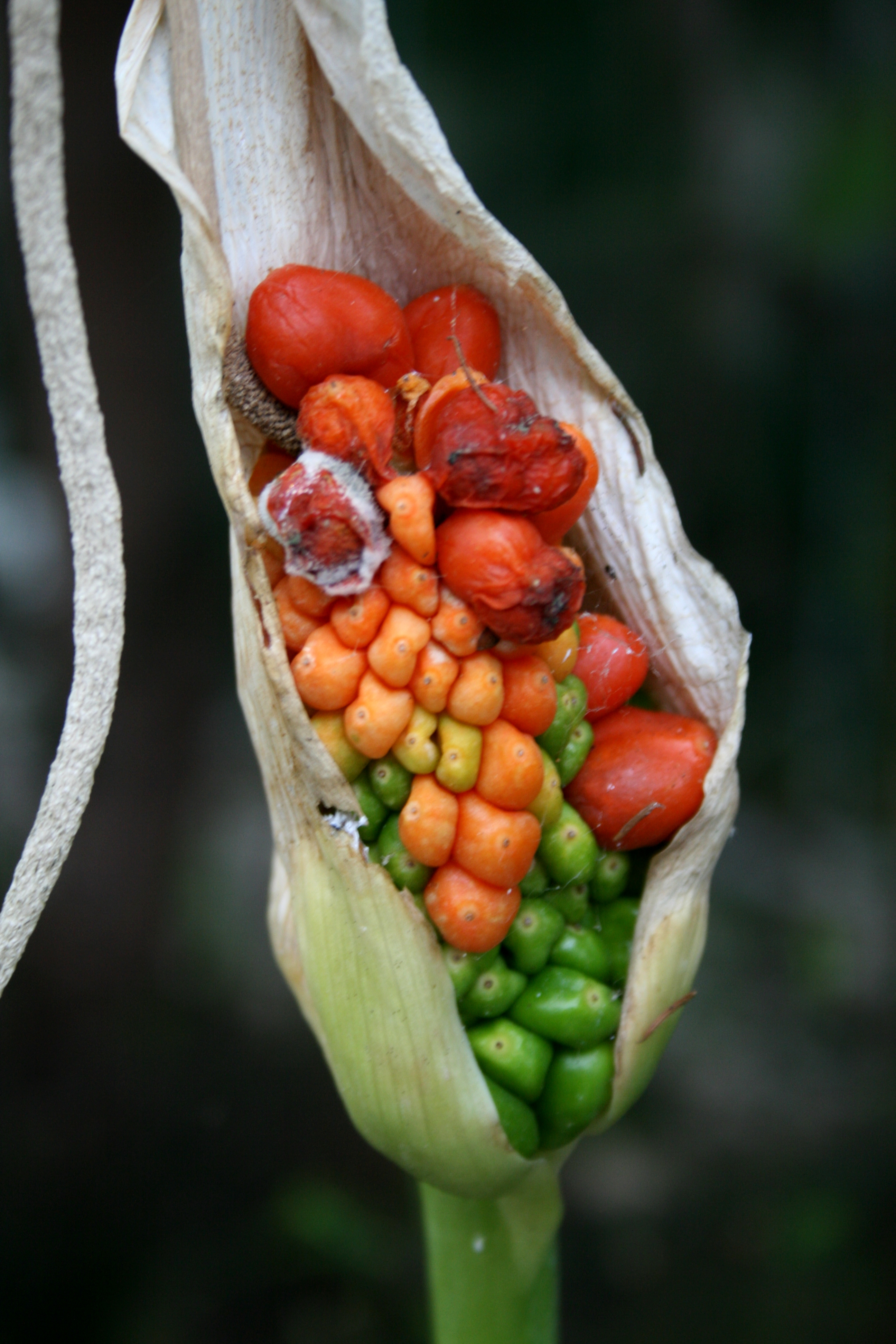
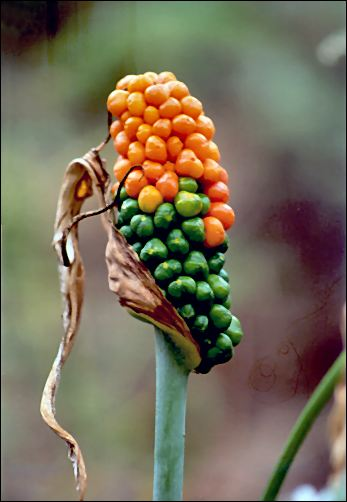